# Eriphus variegatus
Eriphus variegatus là một loài bọ cánh cứng trong họ Cerambycidae.